# 潞简王墓
潞简王墓位于中国河南省新乡市凤泉区潞王坟乡坟上村的凤凰山南麓，为明潞简王朱翊鏐及其次妃赵氏的墓，是中國目前保存現狀最好，占地面積最大的一座明代藩王陵墓。 

## 结构
潞简王墓陵由神道、东陵区朱翊镠的潞简王墓、西陵区赵次妃墓（中国现存明代最大的王妃墓）共同组成。
两墓东西并列，均座北朝南。面积13公顷。墓区建筑分两组，第一组导神道部分，即石雕俑群到正门。第二组是主体部分，从正门至宝城。其总体制度与明定陵相仿。墓建有牌坊、石雕俑群、三孔券御河桥、门楼、稜恩门、稜恩殿、明楼，宝城组成，外建二城墙。外城墙南北324米，东西宽147米，高6米，青石砌筑。次妃赵氏墓与王墓大体相同。

## 历史
陵墓建成於萬曆年间，完全仿照萬曆皇帝在北京的定陵。 明朝灭亡后，清朝顺治13年（公元1656年），高僧真息以480两白银将其买下，将潞王墓改佛殿，赵氏墓改庵堂。
从1953年起，西陵赵次妃墓被作为豫北监狱（直至2005年）。文化大革命期间，由于红卫兵无法进入监狱，西陵基本未再遭破坏，而东陵三座石牌坊、石兽都遭到了不同程度的破坏，神道石兽群也有不少被红卫兵砸得伤痕累累。石兽群后面还有一对文臣、武将石像，其中文臣的头被红卫兵砸掉、不知去向。1979年后，在祁英涛的倡议下，潞简王陵开始修缮。
現為中國國家AAAA級景區，被譽為中原定陵。